# Stronghurst
Stronghurst és una població dels Estats Units a l'estat d'Illinois. Segons el cens del 2000 tenia 896 habitants.

## Demografia
Segons el cens del 2000, Stronghurst tenia 896 habitants, 353 habitatges i 236 famílies. La densitat de població era de 388,7 habitants/km².
En un 31,2% dels 353 habitatges hi vivien nens de menys de 18 anys, en un 55% hi vivien parelles casades, en un 8,2% dones solteres i en un 32,9% no eren unitats familiars. En el 29,5% dels habitatges hi vivien persones soles, el 19% de les quals corresponia a persones de 65 anys o més. El nombre mitjà de persones vivint en cada habitatge era de 2,38 i el nombre mitjà de persones que vivien en cada família era de 2,97.
Per edats la població es repartia de la següent manera: un 24,7% tenia menys de 18 anys, un 6,5% entre 18 i 24, un 24,7% entre 25 i 44, un 20,1% de 45 a 60 i un 24,1% 65 anys o més.
L'edat mediana era de 41 anys. Per cada 100 dones de 18 o més anys hi havia 80,5 homes.
La renda mediana per habitatge era de 32.054 $ i la renda mediana per família de 46.375 $. Els homes tenien una renda mediana de 30.885 $ mentre que les dones 20.096 $. La renda per capita de la població era de 17.269 $. Aproximadament el 2,6% de les famílies i el 6,9% de la població estaven per davall del llindar de pobresa.

## Poblacions més properes
El següent diagrama mostra les poblacions més properes.